# حل منازعه
حل منازعه به عنوان روش‌ها و فرایندهایی مؤثر در تسهیل و پایان دادن مسالمت‌آمیز به یک منازعه، تعریف شده‌است. اغلب، اعضای متعهد گروه در تلاش هستند که از راه اطلاع رسانی فعال دربارهٔ علل اختلافات و طرز تفکرشان به دیگر اعضای گروه (برای مثال: مقاصد و نیات، دلایلی برای پایبندی به عقایدی خاص)، یا از راه مداومت در مذاکره دست جمعی، به حل اختلافات گروه بپردازند. نهایتاً، شیوه‌ها و رویه‌های متنوعی برای برخورد با منازعه وجود دارد، این شیوه‌ها شامل، ولی نه محدود به مذاکره، میانجی گری، دیپلماسی و ایجاد صلح مبتکرانه می‌شوند.
عبارت حل منازعه همچنین ممکن است به عنوان جایگزینی برای حل مناقشه نیز به کار رود، مواردی که در آن مراحل داوری و دادرسی، کاربردی حیاتی دارد. از سوی دیگر، مفهوم حل منازعه را می‌توان شامل بهره‌گیری از اقدامات مقاومت بدون خشونت توسط طرفین منازعه در تلاش برای تشویق به دستیابی به راه حلی مؤثر، فرض نمود. حل منازعه به عنوان یک رشته دانشگاهی نسبتاً جدید می‌باشد. دانشگاه جورج میسون در شهر فایر فاکس، ایالت ویرجینیا، نخستین دانشگاهی بود که مقطع دکترای این رشته را عرضه نمود.

## نظریه‌ها و مدل‌ها
مدل دغدغه دوگانه در حل منازعه
مدل دغدغه دوگانه در حل منازعه، یک برداشتی مفهومی است که فرض بر آن دارد که راه حل ترجیحی افراد در حل یک منازعه بر دو زمینه یا جنبه بنیادین قرار گرفته‌است:
۱.	دغدغه برای خود (به معنی سماجت و اصرار)، و
۲.	دغدغه برای دیگران (به معنی همدلی).
بر طبق این مدل، اعضای گروه دغدغه‌های خود مبنی بر ارضا نیازها و علایق شخصی خود را با آن دسته از دغدغه‌های ارضا نیازها و علایق دیگران به طرق گوناگون مورد مقایسه قرار می‌دهند. نقطه تقاطع این دو جنبه، در نهایت افراد را به سمت بروز شیوه‌های متفاوت در حل منازعه وا می‌دارد. (گولدفین و رابن نولت، ۲۰۰۷). مدل دوگانه، پنج شیوه/ راهبرد در حل منازعه را معرفی می‌کند، که افراد بسته به تمایلشان به سمت خودمداری یا جامعه مداری، ممکن است به کار گیرند.

## شیوه اجتناب از منازعه
شیوه اجتناب از منازعه با خصوصیاتی چون انفعال و بی حرکتی، به‌طور معمول هنگامی استفاده می‌شود که یک فرد دغدغه اش نسبت به دستاوردهای خود و دیگران را کاهش می‌دهد. در جریان منازعه، این اجتناب‌کننده‌ها، یک روش "منتظر باش و ببین" در پیش گرفته، اغلب اجازه می‌دهند تا منازعه به خودی خود و بدون دخالت شخصی، به پایان برسد. (بایازیت و مانیکس، ۲۰۰۳). متأسفانه، به دلیل عدم مواجهه و برخورد این اجتناب‌کننده‌ها با موقعیتهای حائز منازعه شدید، این افراد بر سر پیچیده تر شدن و از کنترل خارج شدن مشکلات، خطر می‌کنند.
۲.	شیوه واگذاری در منازعه
درمقابل، شیوه‌های واگذاری یا "تطبیق" منازعه، با خصوصیاتی چون دغدغه فراوان نسبت به دیگران و در عین حال دغدغه کمتر برای خود فرد قابل شناسایی هستند. این رهیافت منفعلانه و دیگر خواهانه وقتی بروز می‌کند که افراد رضایتمندی شخصی خود را از رفع نیازهای دیگران بدست می‌آورند، و از یک دغدغه کلی مبنی بر حفظ روابط اجتماعی مثبت و پایدار بر خوردار می‌باشند. در برخورد با منازعه، افرادی که شیوه واگذاری منازعه را اختیار کرده‌اند، از روی احترامی که برای روابط اجتماعی قائل می‌باشند، به کنار کشیدن به نفع خواسته‌های دیگران تمایل دارند.

## شیوه رقابتی در منازعه
شیوه رقابتی یا "ستیزی" در منازعه پافشاری فردی را افزایش می‌دهد (به معنی دغدغه برای خود) و همدردی را کاهش می‌دهد (به معنی دغدغه برای دیگران). گروههایی که از اعضای رقابت ورز تشکیل می‌شوند، عموماً مایل به غلبه بر سایرین بوده و نوعاً منازعه را به عنوان تنگنای "برد و باخت" در نظر می‌گیرند. ستیزه گران بر‌آنند تا با به‌کارگیری فنون قدرت و رقابتی، دیگران را به پذیرش دیدگاه‌های شخصی خود مجبور کنند. (برای نمونه: بحث، توهین، اتهام، خشونت) که این امر موجب افزایش حس ارعاب می‌گردد.(موریل، ۱۹۹۵).

## شیوه مشارکتی در منازعه
شیوه مشارکتی در منازعه، همراه با یک دغدغه کنش وار نسبت به هر دو رفتار خود محور و اجتماع محور مشخص می‌شود، و معمولاً هنگامی استفاده می‌شود که فرد هم‌زمان درصدد افزایش احتمال به ثمر رسیدن خواسته‌های خود و دیگران می‌باشد. در جریان منازعه فرد مشارکت جو در تلاش برای یافتن یک راه حل دوستانه که رضایت همه اطراف دعوا را نیز در بر داشته باشد، با دیگران به همکاری می‌پردازد. افرادی که این شیوه در منازعه را در پیش می‌گیرند، هم‌زمان متمایل به سماجت شدید و همدلی شدید می‌باشند. با در نظر گرفتن منازعه به عنوان یک فرصت سازنده، مشارکت جویان با طیب خاطر از زمان و منابع در جهت یافتن راه حلی "برد –برد" استفاده می‌کنند. بر طبق منابع موجود در ارتباط با حل منازعه، شیوه مشارکتی در حل منازعه بیشتر از سایر شیوه‌ها توصیه شده‌است (اشترنبرگ و دابسون، ۱۹۸۷: جاربو و ویتمن، ۱۹۹۶).

## شیوه مسالمت جویانه در منازعه
شیوه مسالمت جویانه یا "مصالحه جویانه" در منازعه مخصوص افرادی است که از سطح متوسطی از دغدغه برای دستاوردهای خود و دیگران برخوردارند. مصالحه جوها برای انصاف ارزش قائل شده و در این راه، مراودات مبتنی بر داد و گرفت متقابل را مورد استفاده قرار می‌دهند. مصالحه جوها بر این باورند که با پذیرش بعضی از درخواستهای مد نظر دیگران، این مفاهمه آنان را تشویق می‌کند که حاضر به مصالحه شوند، در نتیجه بانی حل منازعه می‌گردند (وان د ولییرت و ایووما، ۱۹۹۴). این شیوه حل منازعه را می‌توان ترکیبی از دو راهبری "واگذاری" و "مشارکتی" در نظر گرفت.

## حل منازعه سیاسی در عمل
جنگ میان طرفینی رخ می‌دهد که بر سر ناسازگاری میان خود به ستیز می‌پردازند. ماهیت یک ناسازگاری می‌تواند سرزمینی یا حکومتی باشد، اما یک طرف دعوا می‌بایست یک "دولت یا هرتشکیلات مخالف، یا ائتلافی از تشکیلات باشد، که به جهت کسب برتری موضع مخالف خود در جریان منازعه مسلحانه داخلی یا بین دولتی، از نیروی مسلحانه بهره می‌گیرد." جنگ‌ها گاهی با یک معاهده صلح خاتمه می‌یابند که به عنوان یک "قرارداد رسمی میان طرفین جنگ تعریف می‌شود که به بیان ناسازگاری مورد مناقشه پرداخته، تمام یا بخشی از آن را حل می‌کند یا اینکه به‌طور واضح خطوطی برای طرفین دعوا به قصد ترمیم ناسازگاری هایشان ترسیم می‌کند." آتش‌بس، شکل دیگری از قرارداد میان طرفین جنگ می‌باشد، اما بر خلاف قرارداد صلح، قرارداد آتش‌بس تنها "به رفتار و عملکرد طرفین درگیر جنگ سر و سامان می‌دهد.[و] به شرح و بیان اختلاف نمی‌پردازد."

## بر پایه فرهنگ
حل منازعه هم به عنوان یک روش عملی و همینطور یک رشته دانشگاهی نسبت به مقوله فرهنگ بسیار حساس است. در بافت فرهنگی غرب، از جمله در کانادا و ایالات متحده، یک حل منازعه موفقیت‌آمیز معمولاً از روش‌هایی چون بسط ارتباطات میان طرفین، حل مسئله و تهیه معاهدات در جهت نیل به خواسته‌های بنیادینشان استفاده می‌شود. در این شرایط، حل منازعه کنندگان با افراد درگیر اغلب در مورد یافتن راه حل برد-برد یا سناریوی رضایت بخش متقابل صحبت می‌کنند (بنگرید به فیشر و اوری، ۱۹۸۱ Getting to Yes). در بسیاری از بافت‌های فرهنگی غیر غربی مانند افغانستان، ویتنام و چین نیز یافتن راه حل‌های "برد-برد" اهمیت دارد، اگر چه راه رسیدن به آن خیلی متفاوت است. در این بافت‌های فرهنگی، ارتباط‌گیری مستقیم میان طرفین دعوا که به صراحت به بیان مسایل مورد مخاطره در منازعه می‌پردازد، ممکن است بسیار بی ادبانه به نظر آمده و منازعه را عمیق تر و در یافتن راه حل آن، تأخیر ایجاد کند. بر عکس، روش برقراری ارتباط میان طرفین با مداخله دادن رهبران قومی، قبیله‌ای و مذهبی، برقراری ارتباط غیرمستقیم از طریق شخص ثالث در مورد واقعیات دشوار، و ارائه پیشنهاد از راه داستان پردازی، روشی نتیجه بخش خواهد بود (بنگرید به وینود سوامی(۱۹۹۲)، Conflict Mediation Across Cultures). حل منازعات بین فرهنگی اغلب از دشوارترین موارد است، چرا که انتظارات طرفین اختلاف ممکن است بسیار متفاوت باشد و احتمال بروز سو تفاهم بیشتر وجود دارد. [به منبع نیاز دارد]

## در میان جانوران
حل منازعه، همچنین در میان جانوران از جمله سگها، گربه‌ها، میمونها، مارها، فیل‌ها و نخستی سانان [آغازیان] مورد مطالعه قرار گرفته‌است (بنگرید به فرانس د وال، ۲۰۰۰). پرخاشگری در میان همنوعان و در درون گروه، نسبت به پرخاشگری بین گروه‌ها بیشتر است. در حالیکه پرخاشگری میان افراد فاصله ایجاد می‌کند، در مورد نخستی سانان بیشتر بعد از دوره پرخاشگری صمیمیت دیده می‌شود. این اظهار صمیمیت‌ها از تیمار کردن یکدیگر و سایر اشکال تماس بدنی تشکیل می‌شود. اثرات عصبی مانند افزایش ضربان قلب، معمولاً پس از این علامتهای آشتی جویانه کاهش می‌یابند. انواع مختلف نخستی سانان، و همینطور بسیاری دیگر از گونه‌هایی که به صورت گروهی زندگی می‌کنند، اشکال متفاوتی از رفتار آشتی جویانه را بروز می‌دهند. حل منازعاتی که تعامل بین افراد یک گروه را تهدید می‌کند برای بقا ضروری بوده و در نتیجه از ارزش تکاملی زیادی برخوردار می‌باشد. این یافته‌ها، نظریه‌های مطرح قبلی دربارهٔ کارویژه کلی پرخاشگری (همان فاصله افکنی میان افراد که نخستین بار توسط کونراد لورنز ارائه شده بود) را رد می‌کند. نظریه قبلی بیشتر به نظر می‌رسید در موارد منازعه میان گروهها، و نه در درون آن‌ها مصداق داشته باشد.
علاوه بر تحقیق دربارهٔ نخستی سانان، زیست شناسان کندوکاو و پژوهش دربارهٔ مصالحه در میان دیگر جانوران را نیز آغاز کرده‌اند. تا همین اواخر، یافته‌هایی که به فرایند مصالحه در میان غیر نخستی سانان می‌پرداخت مشاهدات نقل شده و داده‌های آماری اندکی را شامل می‌شد. اگر چه شواهد مربوط به رفتار صلح طلبانه پس از منازعه به دهه ۱۹۶۰ بر می‌گردد، اما برای نخستین بار در سال ۱۹۹۳ بود که راول از مصالحه در میان گوسفندان غیر اهلی بوضوح نام برد. از آن زمان به بعد، مصالحه در میان کفتارهای خالدار، شیرها، دلفین‌ها، میمون‌های موگوز کوتاه قد، بزهای خانگی و سگ‌های خانگی مشاهده شده‌است.
حل منازعه، هم در ایالات متحده و هم در سراسر جهان به عنوان یک رشته بسط یافته شده از تجربه حرفه‌ای مطرح است. افزایش در هزینه‌های منازعه، نیاز به استفاده از شخص ثالثی که متخصص منازعه است و قادر به حل منازعه باشد را افزایش داده است. در واقع، سازمان‌های توسعه و امداد به تیم‌های خود متخصصین ایجاد صلح را نیز اضافه نموده‌اند. بسیاری از سازمانهای غیر دولتی عمده در جهت استخدام شاغلین کارآزموده در تحلیل و حل منازعه، احساس نیاز فزاینده‌ای می‌کنند. به علاوه، توسعه مورد بحث در حوزه حل منازعه منجر به افزایش نیاز به کارورزان حل منازعه در زمینه‌های مختلفی چون بازرگانی، نظام حقوقی، دفاتر دولتی، سازمان‌های غیر انتفاعی، دفاتر دولتی و موسسه‌های آموزشی در حال فعالیت در سراسر دنیا گردیده است.

## آموزش
دانشگاه‌ها در سراسر جهان دوره‌های آموزشی مربوط به پژوهش، تحلیل و تمرین در باب منازعه را عرضه می‌نمایند. مدرسه ILR دانشگاه کورنل، مؤسسه حل منازعه شاینمن را در خود جای داده است که مقاطع کارشناسی، تحصیلات تکمیلی و آموزش حرفه‌ای دربارهٔ حل منازعه را ارائه می‌دهد. مرکز عدالت و ایجاد صلح در دانشگاه منونایت شرقی (http://www.emu.edu/cjp) دوره کارشناسی و کارشناسی ارشدی ارائه می‌کند که تمرکز آن‌ها بر کاربرد عملی این مطالعات در جوامع و مناطق دستخوش منازعه، می‌باشد. دوره‌های تحصیلات تکمیلی فرعی در دانشگاه‌های جورج تاون و ترینیتی کالج دوبلین عرضه می‌شود. مؤسسه تحلیل و حل منازعه در دانشگاه جورج میسون دوره‌های کارشناسی، دیپلم و کارشناسی ارشد در حوزه تحلیل و حل منازعه، و یک دوره دکترای تخصصی در فلسفه منازعه و حل منازعه، برگزار می‌کند. دانشگاه جنوب شرقی نوا یک دوره دکترای تخصصی در حوزه تحلیل و حل منازعه ارائه می‌نماید که دانشجویان را در باب مهارت‌ها و فنون عملی، تحقیقات میان رشته‌ای، توسعه برنامه و خط مشی، نقد تاریخی، تحلیل فرهنگی و بنیان‌های نظری در این حوزه تربیت می‌کند. این دوره به دو صورت حضوری و غیر حضوری عرضه می‌گردد.
بسیاری از دانشجویانی که دوره دکترای این رشته را می‌گذرانند، به عنوان پژوهشگر، نظریه پرداز، تحلیلگر، سیاست ساز و استاد در آموزش عالی به این حوزه ورود پیدا می‌کنند.
از این گذشته، بنیاد پاکس لودنس واقع در کشور هلند، سازمانی است که از راه شبیه‌سازی حل منازعات در قالب سناریویی از روابط بین‌الملل، به دانشجویان کمک می‌کند تا دربارهٔ پیچیدگی‌های ظهور منازعه در دنیای سیاست بین‌الملل آموزش کافی بدست آورند.
در نظام آموزشی انگلستان، حل منازعه، از راه تشویق آموزگاران و دانش آموزان به یادگیری سازوکارهایی که به رفتار پرخاشگرانه، یا به راه حل‌های مسالمت‌آمیز منجر می‌شوند به یکی از حوزه‌های علاقه در حال گسترش تبدیل شده‌است.
دانشگاه تل آویو دو دوره تحصیلات تکمیلی، شامل دوره بین‌المللی حل منازعه و میانجی گری به زبان انگلیسی، در حوزه حل منازعه ارائه می‌کند. این دوره‌ها به دانشجویان این قابلیت را می‌دهد که در مناطقی که موضوع تحقیقات عمده در حل منازعات بین‌المللی است، آموزش ببینند. مرکز حل منازعه و صلح نلسون ماندلا، جامعه ملی اسلامی در شهر دهلی نو که یکی از نخستین مراکزی است که برای صلح و حل منازعه در یک دانشگاه هندی تأسیس می‌شود. این مرکز یک دوره تمام وقت دو ساله کارشناسی ارشد در تحلیل منازعه و ایجاد صلح و همینطور یک دوره دکترای تخصصی در مطالعات منازعه و صلح ارائه می‌کند.

## مدیریت تعارض
مدیریت منازعه به مدیریت بلند مدت منازعات هم کنشی گفته می‌شود. مدیریت منازعه عنوانی است که برای راه‌های مختلفی که مردم به وسیلهٔ آن نارضایتی‌های خود را بر طرف می‌کنند بکار می‌رود (در دفاع از آنچه که آن‌ها حق می‌دانند و علیه آنچه که آن‌ها نادرست می‌انگارند). راه‌های مذکور پدیده‌های متنوعی از جمله شایعه، استهزا، مجازات خودسرانه، تروریزم، جنگ، کینه‌ورزی، نسل کشی، قانون، میانجی‌گری و خشونت را شامل می‌گردد.[منبع مورد نیاز است.] اینکه کدام شکل از مدیریت منازعه در موقعیتهای مختلف متصور شده به کار خواهد رفت، از طریق بررسی ساختار اجتماعی یا مهندسی اجتماعی آن مورد خاص قابل پیش‌بینی خواهد بود.
مدیریت منازعه اغلب از حل منازعه تفکیک می‌شود. هنگامی که یک منازعه واقعی روی می‌دهد، می‌بایست برای آن اصطلاحی مناسب با خصوصیاتی انحصاری به کار رود، که خود گویای علت کاربرد این اصطلاح باشد. منازعه صرفاً بروز یک موقعیت نا‌بجا نیست، بلکه اغلب به مسایلی ریشه دار در گذشته مربوط می‌شود. اصطلاح حل منازعه، به پایان دادن به مناقشه بنا به موافقت یک یا هر دو طرف درگیر اطلاق می‌شود، حال آنکه مدیریت منازعه به عنوان یک فرایند مداوم در نظر گرفته می‌شود که ممکن است هرگز به یک راه حل نینجامد. هیچ یک از این دو اصطلاح به استحاله در منازعه ربط داده نمی‌شود، اصطلاحی که باز تعریف در موقعیت طرفین منازعه را مد نظر می‌گیرد.

## مشاوره دادن
هنگامی که منازعه شخصی به ناامیدی و از دست دادن بازدهی منجر می‌شود، مشاوره دادن می‌تواند پادزهری مؤثر واقع شود. با وجودی که تعداد کمی از سازمان‌ها از عهده هزینه‌های در اختیار گرفتن مشاوران حرفه‌ای در میان کارکنان خود برمی آیند، چنانچه مدیران آموزش ببینند، خود قادر خواهند بود این نقش را بر عهده بگیرند. مشاوره دادن به صورت غیر دستوری یا همان " شنیدن به قصد درک کردن"، روشی فراتر از یک صرفاً شنونده خوب بودن است_ توانایی که هر مدیری باید از آن بر خوردار باشد.
گاهی اوقات، توانایی انجام یک عمل ساده در جهت تخلیه هیجانات یک فرد_ که شامل بیان کردن آن‌ها نزد یک شنونده با درک و توجه بالا است، کفایت می‌کند تا به نامیدی فرد بهبود بخشیده و او را قادر سازد تا ذهنیت حل مسئله را در خود تقویت کرده و بتواند بهتر از عهده حل مشکل فردی خود که آسیب‌رسان به کارش است، نیز بر آید. رهیافت غیر دستوری، از جمله روش‌های مؤثر در دسترس مدیرها برای مواجه با مشکلات و نا امیدی‌های زیردستان و همکاران می‌باشد.
روش‌های دیگری که بیشتر مستقیم و تشخیصی هستند وجود دارد که در شرایط متناسب خود به کار می‌روند. به هر روی، نقطه قوت برجسته رهیافت غیر دستوری (مشاوره غیر دستوری بر طبق معالجه مشتری-محور کارل روجرز می‌باشد)، در سادگی، اثر بخشی و در این واقعیت نهفته است که عمداً مدیران مشاوره دهنده را از تشخیص و تفسیر مشکلات عاطفی باز می‌دارد، چرا که دخالت در این امر نیازمند آموزش ویژه روانشناختی می‌باشد. شنیدن مسایل کارکنان همراه با همدردی و درک آن‌ها از احتمال تشدید مسئله می‌کاهد. این روش رهیافتی پر کاربرد برای کمک به افراد است که از عهده آن دسته از مشکلاتشان که بر روی کارایی شان در محل کار تأثیر منفی می‌گذارد برآیند.

## مطالعه بیشتر
- Peter T. Coleman (2011). The Five Percent: Finding Solutions to Seemingly Impossible Conflicts (به انگلیسی). ISBN 978-1-58648-921-2.
- International Journal of Conflict Engagement and Resolution (به انگلیسی). 2013. ISSN ۲۲۱۱-۹۹۶۵. {{cite book}}: Check |issn= value (help); Unknown parameter |ویرایشگر= ignored (help)